# Zwara
Zwara – jedenasty singel (EP) oraz utwór brytyjskiego zespołu Juno Reactor wydany 26 listopada 2003 roku w Japonii przez wytwórnię Universal Music (wydanie CD-EP). Singel pochodzi z szóstego albumu Juno Reactor – Labyrinth, składa się z 4 różnych utworów: tytułowego Zwara (Sleepwalker), Teahouse, Komit oraz ze znanego z albumu Beyond the Infinite utworu Guardian Angel. Spośród powyższych utworów tylko jeden – Zwara znajduje się na płycie Labyrinth. Utwory znajdujące się na singlu, podobnie jak większość produkcji zespołu, należą do nurtu muzyki psychedelic trance oraz goa trance.

## Lista utworów
1. Zwara (Sleepwalker) (7:31)
2. Teahouse (1:04)
3. Komit (4:43)
4. Guardian Angel (7:11)